# Choe Hyo-sim
| fecha nacimiento    = 5 de diciembre de 1993 (31 años)
| nacionalidad        = Norcoreana
| altura              = 1,59 m
| peso                = 62 kg

| deporte             = Halterofilia

| medallas            = 
 Corea del Norte

Halterofilia femenina

 Juegos Olímpicos 
Plata Río de Janeiro 2016  [[Anexo:Halterofilia en los Juegos Olímpicos de Río de Janeiro 2016 – Menos de 63 kg femenino|-63 kg femenino]]

| medallista olímpico = sí
}}
Choe Hyo-sim (en coreano: 최 효심; nacida el 5 de diciembre de 1993) es una levantadora de pesas de Corea del Norte.

## Carrera
Hizo su debut profesional en el deporte en 2011 en la categoría de 53 kg, pasando al año siguiente a la categoría de 58 kg y a la de 63 kg en 2014. En esta última categoría obtuvo la medalla de bronce en los camperonatos mundiales de 2014 y 2015.
Entrena en la Universidad de Educación Física de Corea en Pyongyang. En la Universiada de 2013, celebrada en Kazán, Rusia, obtuvo la medalla de bronce en el evento de -58 kg femenino.
Compitió en los Juegos Olímpicos de Río de Janeiro 2016 (sus primeros juegos), y ganó una medalla de plata en el evento de halterofilia -63 kg femenino. Logró levantar 105 kilogramos en arrancada y 143 kilos en dos tiempos, logrando un total de 248 kilogramos.

## Palmarés internacional
| Año                                | Lugar                    | Medalla           | Categoría        |
| Juegos Olímpicos                   | Juegos Olímpicos         | Juegos Olímpicos  | Juegos Olímpicos |
| ---------------------------------- | ------------------------ | ----------------- | ---------------- |
| 2016                               | Río de Janeiro (Brasil)  | Medalla de plata  | –63 kg           |
| Campeonato Mundial de Halterofilia |                          |                   |                  |
| 2014                               | Almatý (Kazajistán)      | Medalla de bronce | –63 kg           |
| 2015                               | Houston (Estados Unidos) | Medalla de bronce | –63 kg           |
| Universiadas                       |                          |                   |                  |
| 2013                               | Kazán (Rusia)            | Medalla de bronce | –58 kg           |